# Gianni Di Lorenzo
Gianni Di Lorenzo, né le 20 avril 1948 à Monza (Lombardie), est un coureur cycliste italien, professionnel de 1973 à 1977.

## Palmarès
- 1970
  - Milan-Rapallo
  - 2e du Gran Premio Vallese
- 1972
  - Castellaria-Alassio
- 1975
  - 3e du Tour du Nord-Ouest de la Suisse
- 1976
  - 3e du Tour de Romagne

## Résultats sur les grands tours

### Tour de France
1 participation
- 1974 : 91e

### Tour d'Italie
2 participations
- 1975 : non-partant (20e étape)
- 1976 : non-partant (7e étape)